# Ilja Alexejewitsch Samsonow
Ilja Alexejewitsch Samsonow (russisch Илья Алексеевич Самсонов; englische Transkription: Ilya Alexeyevich Samsonov; * 22. Februar 1997 in Magnitogorsk) ist ein russischer Eishockeytorwart, der seit Juli 2024 bei den Vegas Golden Knights in der National Hockey League unter Vertrag steht. Zuvor verbrachte er vier Jahre in der Organisation der Washington Capitals, die ihn im NHL Entry Draft 2015 an 22. Position ausgewählt hatten, und spielte zwei Jahre für die Toronto Maple Leafs.

## Karriere

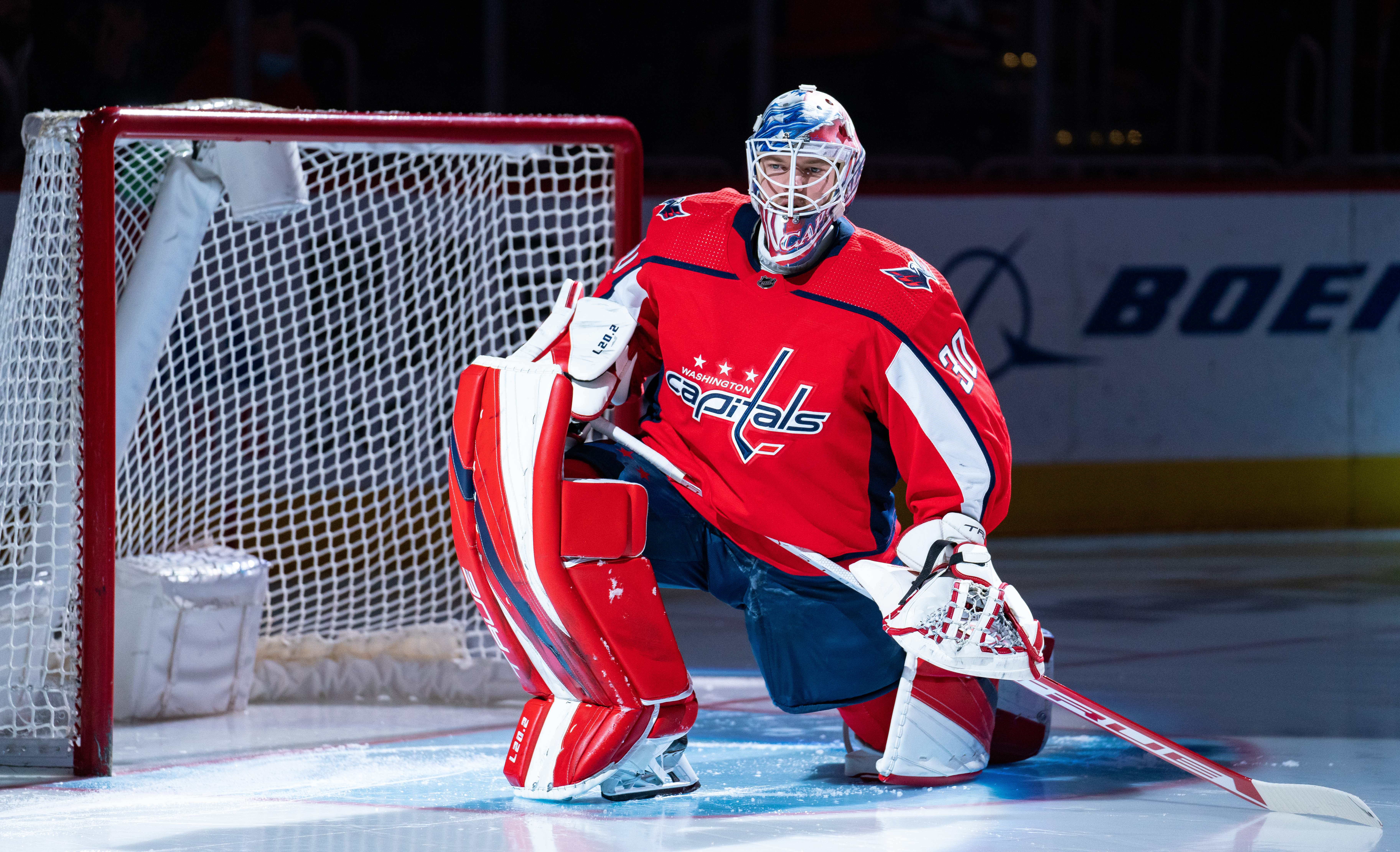
Ilja Samsonow (2022)

Ilja Samsonow begann seine Karriere in seiner Geburtsstadt in der Nachwuchsabteilung des HK Metallurg Magnitogorsk, der ihn in der Folge auch im KHL Junior Draft 2014 an 34. Position auswählte. Mit Beginn der Saison 2014/15 stand er im Kader der Profimannschaft in der Kontinentalen Hockey-Liga, bevor er auch im NHL Entry Draft 2015 in der ersten Runde als insgesamt 22. Spieler von den Washington Capitals berücksichtigt wurde. Im Laufe der folgenden Spielzeiten etablierte sich der Russe im KHL-Aufgebot von Magnitogorsk und fungierte dort vorrangig als zweiter Torhüter hinter Wassili Koschetschkin. Am Ende der Spielzeit 2015/16 errang er mit Metallurg den Gagarin-Pokal und die Russische Meisterschaft.
Im Mai 2018 entschloss sich Samsonow zu einem Wechsel nach Nordamerika und unterzeichnete einen Einstiegsvertrag bei den Washington Capitals. Dort kam er im Verlauf der Saison 2018/19 zu 37 Einsätzen für Washingtons Farmteam, die Hershey Bears, in der American Hockey League. Zu Beginn der Saison 2019/20 stand der junge Russe hinter dem etablierten Braden Holtby als Ersatztorwart erstmals im NHL-Aufgebot Washingtons und feierte wenig später sein Debüt in der höchsten nordamerikanischen Profiliga. Mit der Spielzeit 2019/20 etablierte er sich im Kader der Capitals und bestritt in der Saison 2021/22 erstmals mehr Partien als sein Kollege Vítek Vaněček. Dennoch wurde sein auslaufender Vertrag nicht verlängert, sodass er sich im Juli 2022 als Free Agent den Toronto Maple Leafs anschloss. In gleicher Weise wechselte er im Juli 2024 zu den Vegas Golden Knights.

### International
Für Russland nahm Samsonow im Juniorenbereich an der U18-Junioren-Weltmeisterschaft 2015, U20-Junioren-Weltmeisterschaft 2016 sowie der U20-Junioren-Weltmeisterschaft 2017 teil und gewann 2016 mit seiner Mannschaft die Silbermedaille und 2017 die Bronzemedaille. Für die A-Nationalmannschaft debütierte er im Rahmen der Euro Hockey Tour 2016/17.

## Erfolge und Auszeichnungen
- 2016 Gagarin-Pokal-Gewinn und Russischer Meister mit dem HK Metallurg Magnitogorsk

### International
| - 2014 Bronzemedaille bei der World U-17 Hockey Challenge (Januar) - 2015 Bester Torwart der U18-Junioren-Weltmeisterschaft - 2016 Silbermedaille bei der U20-Junioren-Weltmeisterschaft | - 2017 Bronzemedaille bei der U20-Junioren-Weltmeisterschaft - 2017 All-Star-Team der U20-Junioren-Weltmeisterschaft |

## Karrierestatistik
Stand: Ende der Saison 2024/25

### International
Vertrat Russland bei:
- World U-17 Hockey Challenge Januar 2014
- U18-Junioren-Weltmeisterschaft 2015
- U20-Junioren-Weltmeisterschaft 2016
- U20-Junioren-Weltmeisterschaft 2017

(Legende zur Torhüterstatistik: GP oder Sp = Spiele insgesamt; W oder S = Siege; L oder N = Niederlagen; T oder U oder OT = Unentschieden oder Overtime- bzw. Shootout-Niederlage; Min. = Minuten; SOG oder SaT = Schüsse aufs Tor; GA oder GT = Gegentore; SO = Shutouts; GAA oder GTS = Gegentorschnitt; Sv% oder SVS% = Fangquote; EN = Empty Net Goal; 1 Play-downs/Relegation; Kursiv: Statistik nicht vollständig)